# Alexandru Potocean
Alexandru Potocean (narozen 21. dubna 1984 v Temešváru) je rumunský herec. V roce 2007 absolvoval Univerzitu divadelního a kinematografického umění I. L. Cargialeho v Bukurešti. Je známý především ze snímků Útěk ze Sibiře, Němá svatba, Smrt pana Lazaresca, Câmp de maci či 4 měsíce, 3 týdny a 2 dny.